# 30ns Premis AVN
La cerimònia dels 30ns Premis AVN, o XXX AVN Awards, va ser un esdeveniment durant el qual Adult Video News (AVN) va presentar els seus Premis AVN per homenatjar les millors pel·lícules pornogràfiques i productes d'entreteniment per adults del 2012. Eren elegibles les pel·lícules o els productes estrenats entre l'1 d'octubre de 2011 i el 30 de setembre de 2012. La cerimònia es va celebrar el 19 de gener de 2013 a The Joint al Hard Rock Hotel and Casino, Paradise (Nevada).Fou presentada per la comediant April Macie i les membres del Saló de la Fama de l'AVN, Jesse Jane i Asa Akira, que van guanyar el Premi AVN a l'artista femenina de l'any. El lliurament de premis es va celebrar immediatament després de l'AVN Adult Entertainment Expo al mateix lloc.
Millor estrena romàntica va ser una de les diverses categories noves creades per a la 30a edició dels premis. Les noves categories "reflecteixen les tendències del mercat en constant evolució de l'empresa" i el premi és per a una pel·lícula amb una història romàntica dirigida específicament a dones o parelles. Torn, protagonitzada pel guanyador del millor actor Steven St. Croix, va guanyar el primer premi a la Millor estrena romàntica.
Wasteland va guanyar els màxims honors com a pel·lícula de l'any, guanyant també millor drama i sis premis més, inclòs un premi a la direcció per a Graham Travis, que també va dirigir la millor pel·lícula de l'any anterior, i una victòria a la millor actriu per a Lily Carter. Star Wars XXX: A Porn Parody va guanyar sis premis, inclòs Millor paròdia – Comèdia.
Octomom Home Alone va guanyar la categoria de Millor cinta sexual de celebritats, mentre que Axel Braun va guanyar el seu tercer premi consecutiu de Director de l'Any i Remy LaCroix van guanyar el premi AVN a la millor estrella nova. A tots els guanyadors se'ls van lliurar trofeus recentment redissenyats, que representaven una parella entrellaçada, per celebrar el 30è aniversari dels premis.

## Guanyadors i nominats

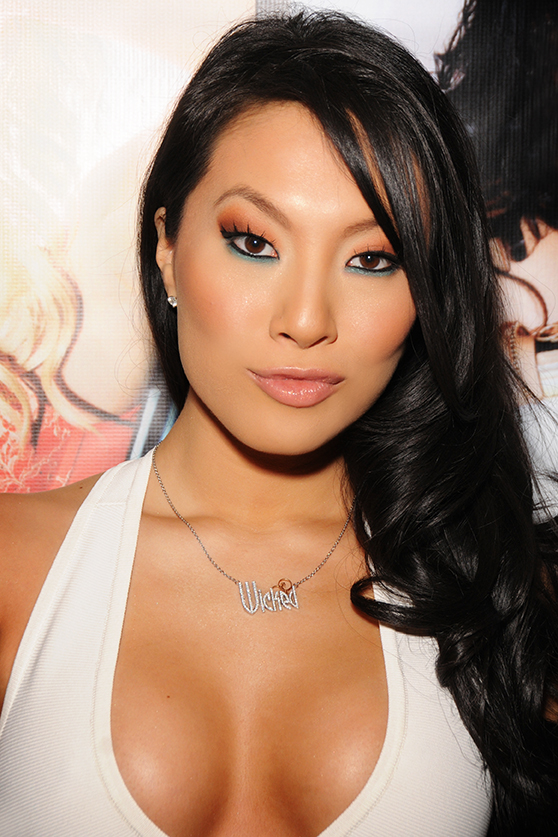
Asa Akira, premi a la millor artista femenina de l’any

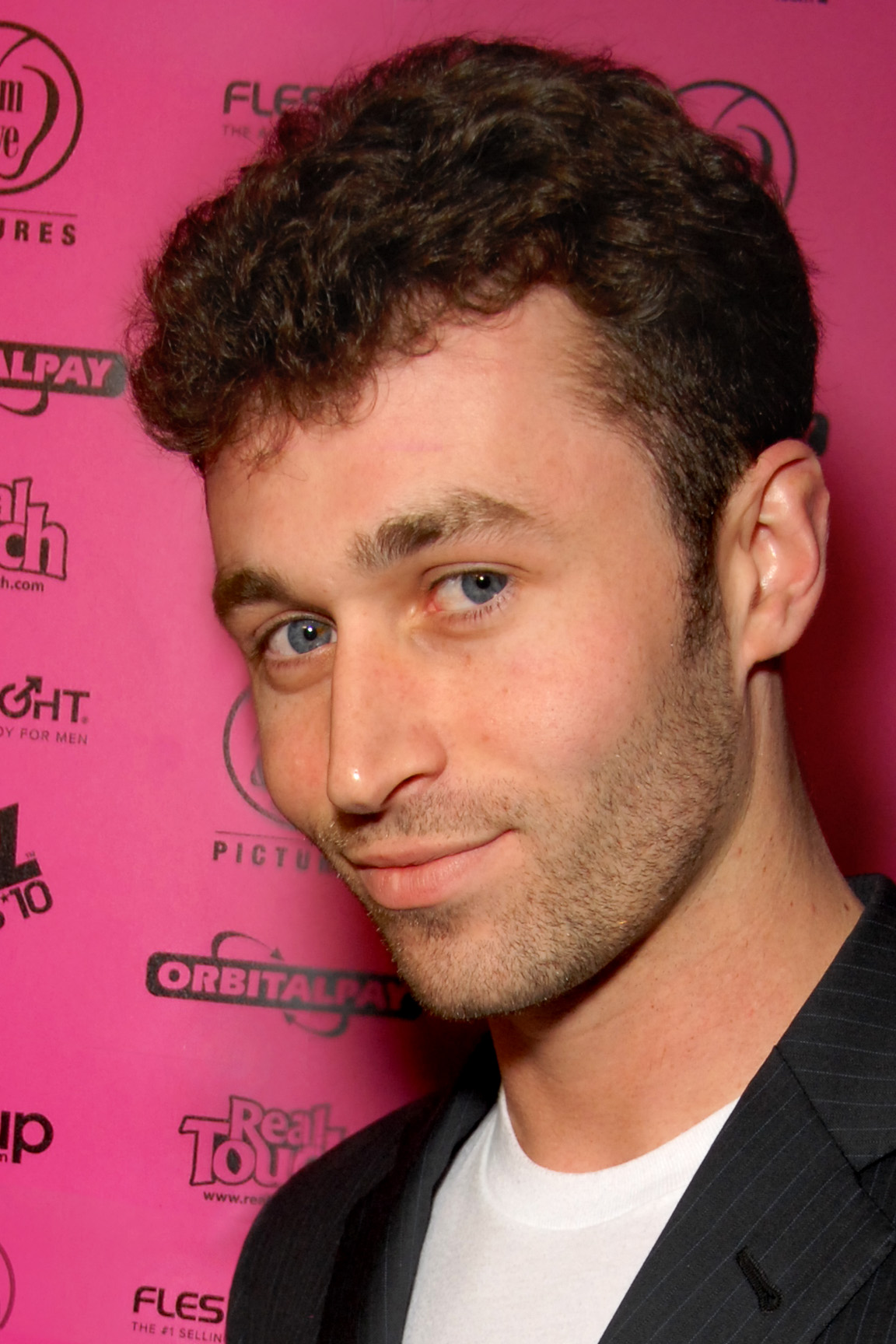
James Deen, premi al millor artista masculí de l’any

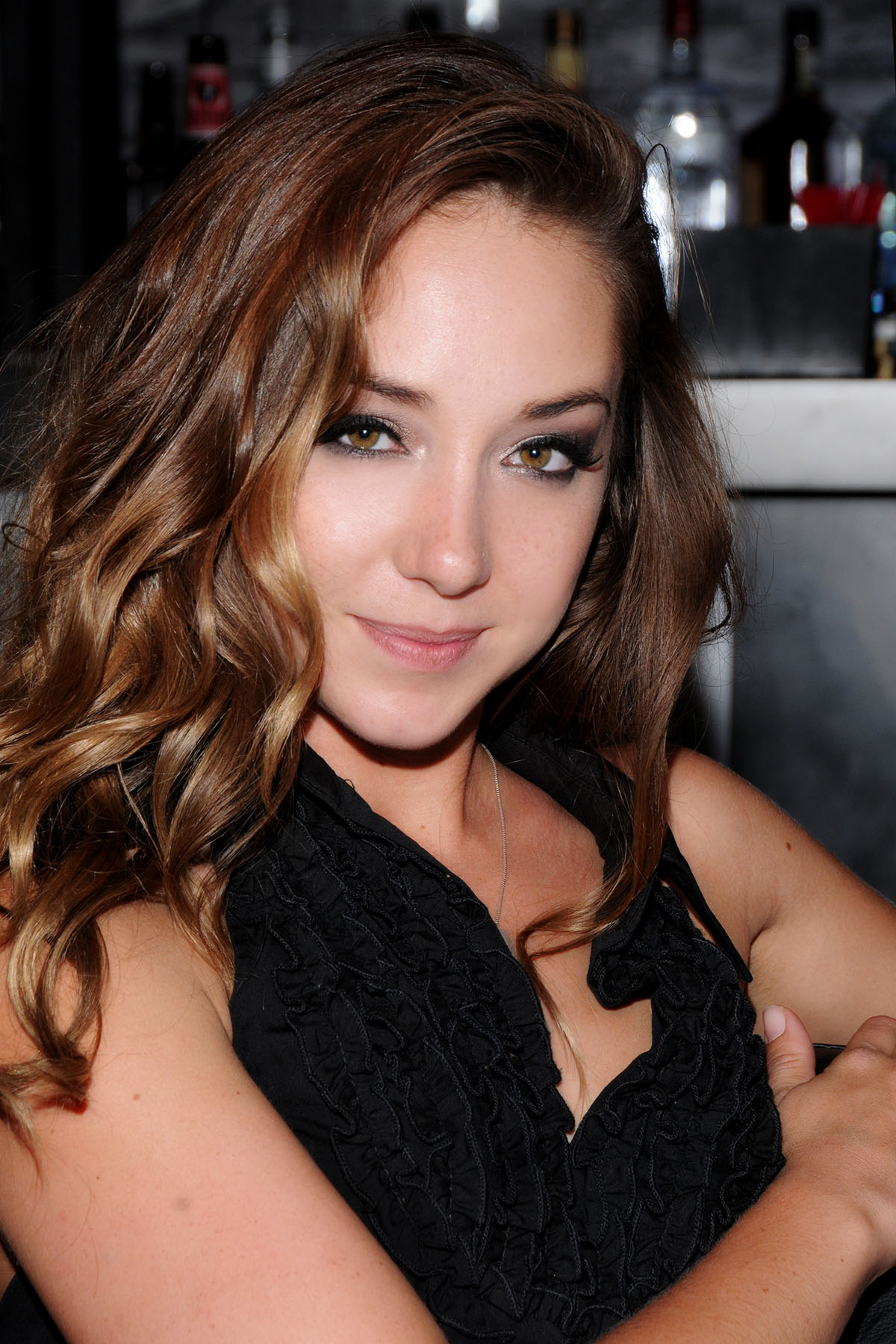
Remy LaCroix, premi a la millor nova estrella

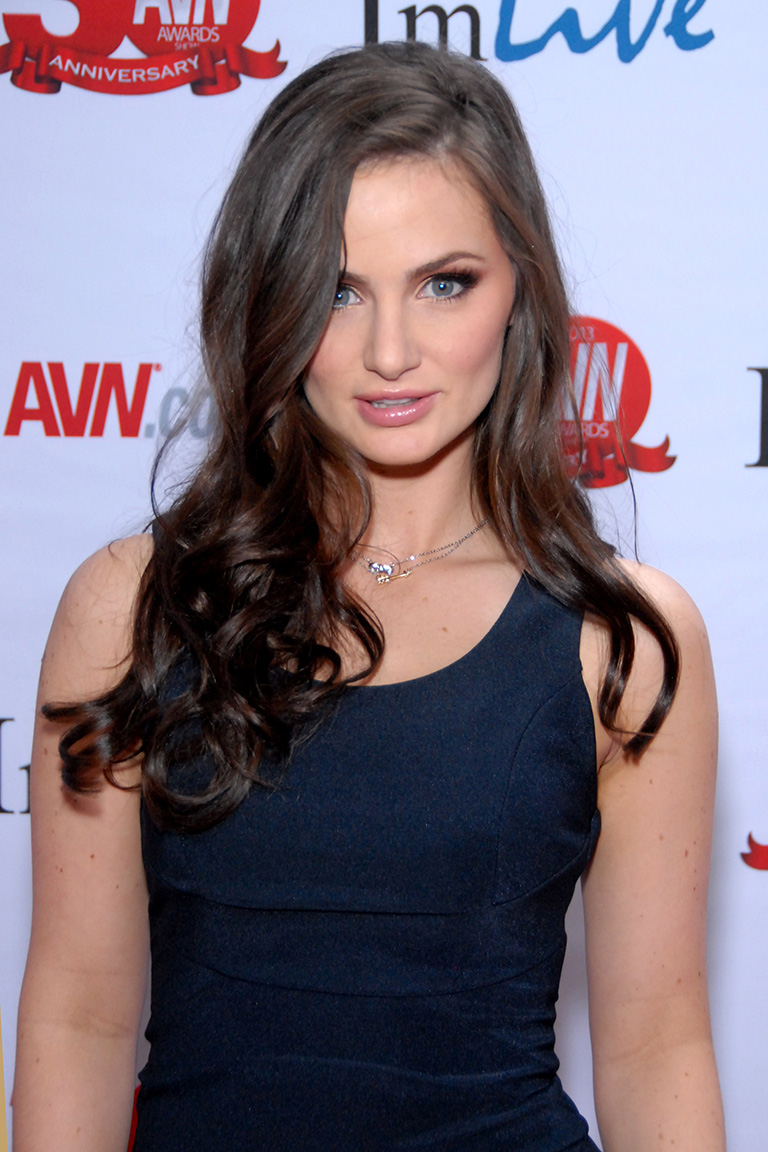
Lily Carter, premi a la millor acriu

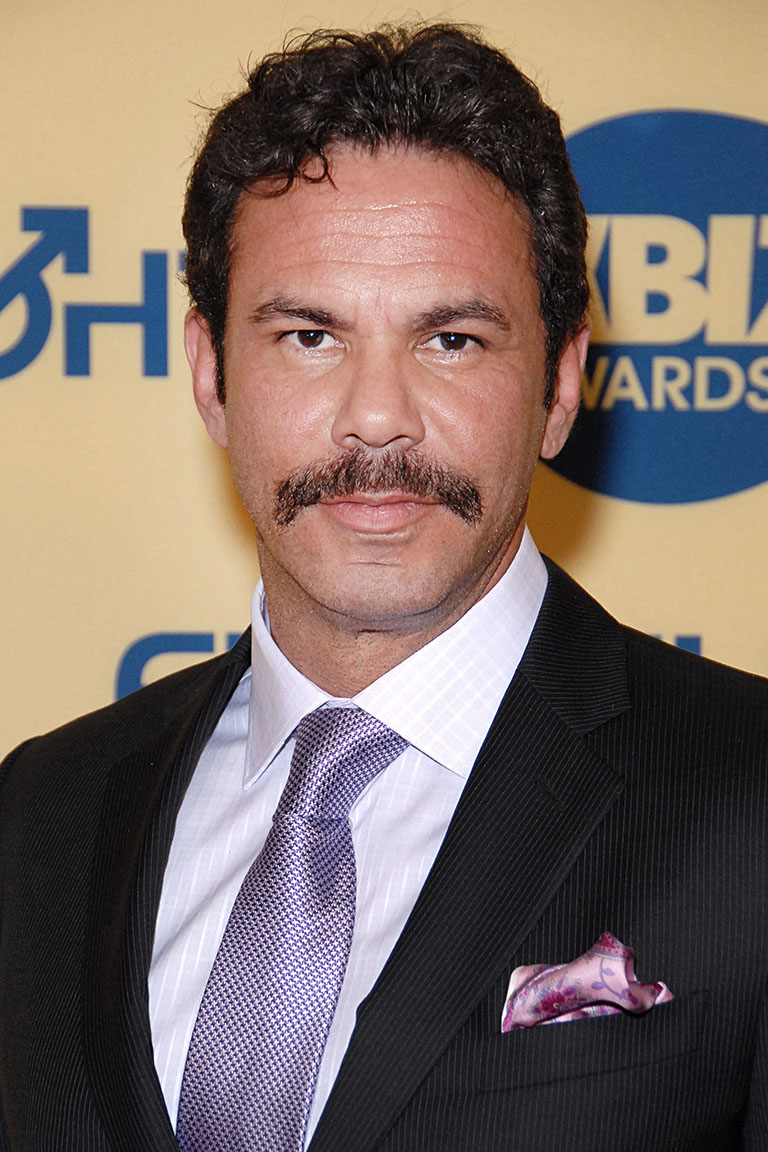
Steven St. Croix, premi al millor actor

Els nominats per als 30ns Premis AVN es van anunciar el 30 de novembre de 2012.

### Premis principals
Els guanyadors de les categories anunciats durant la cerimònia de lliurament de premis el 19 de gener de 2013 es destaquen en negreta.
| Pel·lícula de l’anyA | Premi a l'artista femenina de l'any |  |
| --- | --- |  |
| - - Oil Overload 7 (Millor estrena All-Sex) - Nurses 2 (Millor comèdia) - Ass Trapped Undercover (Millor estrena estrangera) - Star Wars XXX: A Porn Parody (Millor paròdia - comèdia) - Spartacus MMXII: The Beginning (Millor paròdia - drama) - Torn (millor pel·lícula romàntica) - Asa Akira to the Limit (Millor presentació d'estrelles) - Slutty and Sluttier 16 (Millor estrena vinyeta) - Best New Starlets 2012 (Millor llançament de paret a paret) | - Asa Akira - Jessie Andrews - Eva Angelina - Lexi Belle - Lily Carter - Dana DeArmond - Skin Diamond - Gracie Glam - Allie Haze - Kayden Kross - Lily Labeau - Brooklyn Lee - Chanel Preston - Kristina Rose - Samantha Saint - Andy San Dimas - Bobbi Starr - Jada Stevens - Misty Stone - Alexis Texas |  |
| Premi a l'artista masculí de l'any | Artista transsexual de l’any |  |
| - James Deen - Mike Adriano - Mick Blue - Xander Corvus - Erik Everhard - Manuel Ferrara - Keiran Lee - Mandingo - Ramón Nomar - Mr. Pete - Tommy Pistol - Toni Ribas - Evan Stone - Nacho Vidal - Prince Yahshua | - Vaniity - Celeste - Amy Daly - Danni Daniels - Jessica Fox - Joanna Jet - Eva Lin - Venus Lux - Sunshyne Monroe - Aly Sinclair - Brittany St. Jordan - Tiffany Starr - Wendy Summers - Sarina Valentina - Wendy Williams |  |
| Director de l’any | Millor nova estrella |  |
| - Axel Braun - Mike Adriano - Joanna Angel - Brad Armstrong - Mick Blue - Ettore Buchi - Jessica Drake - William H. - Jules Jordan - Mason - Lee Roy Myers - Eddie Powell - Jim Powers - Joey Silvera - Bobbi Starr | - Remy LaCroix - Anikka Albrite - Dani Daniels - Ana Foxxx - Kendall Karson - Tessa Lane - Leilani Leeane - Adrianna Luna - Melina Mason - Cassandra Nix - Maddy O'Reilly - Penny Pax - Riley Reid - Rihanna Rimes - Jessie Rogers - Bonnie Rotten - Stevie Shae - Siri - Trinity St. Clair - Christie Stevens - Karina White |  |
| Millor actor | Millor actriu |  |
| - Steven St. Croix - Torn - Richie Calhoun - Diary of Love - Xander Corvus - Immortal Love - Dane Cross - A Mother's Love - Richie Deville - My Mother's Best Friend 6 - Giovanni Francesco - The Dark Knight XXX: A Porn Parody - Seth Gamble - Star Wars XXX: A Porn Parody - Marcus London - Spartacus MMXII: The Beginning - Eric Masterson - Dallas XXX: A Parody - Brendon Miller - Happy Endings - Tommy Pistol - Pee-Wee's XXX Adventure: A Porn Parody - Anthony Rosano - The Friend Zone - Randy Spears - Men in Black: A Hardcore Parody - Evan Stone - Mork & Mindy: A DreamZone Parody - Jack Vegas - Blow | - - Nyomi Banxxx - Training Day: A Pleasure Dynasty Parody - Alektra Blue - Next Friday Night - Gracie Glam - Happy Endings - Presley Hart - Diary of Love - Allie Haze - Star Wars XXX: A Porn Parody - Lily Labeau - Wasteland - Remy LaCroix - Torn - Brooklyn Lee - Voracious: The First Season - Kaylani Lei - Snatched - Natasha Nice - Love Is a Dangerous Game - Chanel Preston - Romeo & Juliet: A DreamZone Parody - Andy San Dimas - Café Amore - Bobbi Starr - The Truth About O - India Summer - The Graduate XXX: A Paul Thomas Parody |  |
| Millor estrena estrangera | Millor drama |  |
| - Ass Trapped Undercover - The Bodyguard - Inglorious Bitches - The Journalist - Man Trap: Apply Within - A Million Dollar Hoax - The Nightmare of... - Seriel Fucker | - - Black Scary Movie - Blow - The Con Job - Countdown - The Four - In Her Head - Legal Appeal - A Mother's Love - Mothers & Daughters - My Mother's Best Friend 6 - One Night in the Valley - The Truth About O - The Valley - Voracious: The First Season |  |
| Millor paròdia - Comèdia | Millor paròdia - drama |  |
| - Star Wars XXX: A Porn Parody - The Addams Family XXX - Brazzers Presents: The Parodies 2 - Buffy the Vampire Slayer XXX: A Parody - El Gordo y La Flaca XXX - Family Guy: The XXX Parody - Fuckenstein - Godfather: A DreamZone Parody - Men in Black: A Hardcore Parody - Mork & Mindy: A DreamZone Parody - Not Animal House XXX - Not The Three Stooges XXX - Official The Hangover Parody - Pee-Wee's XXX Adventure: A Porn Parody - This Ain't The Expendables XXX 3D | - Spartacus MMXII: The Beginning - Birds of Prey XXX: A Sinister Comixxx Parody - Dallas XXX: A Parody - The Dark Knight XXX: A Porn Parody - Diary of Love - The Graduate XXX: A Paul Thomas Parody - Iron Man XXX: An Extreme Comixxx Parody - Last Tango - Official Scarface Parody - Romeo & Juliet: A DreamZone Parody - This Ain't Avatar 2 XXX 3D: Escape From Pandwhora - This Ain't Jaws XXX 3D - Tomb Raider XXX: An Exquisite Films Parody - Training Day: A Pleasure Dynasty Parody - Zorro XXX: A Pleasure Dynasty Parody |  |
| Millor presentació d’estrella | Millor estrena romàntica |  |
| - Asa Akira to the Limit - Alexis Ford Darkside - Bobbi Loves Boys - Chanel Preston: No Limits - Dani Daniels Dare - Jada Stevens Is Buttwoman - The Insatiable Miss Saint - Jessie Rogers: Unbreakable - Kristina Rose: Unfiltered - Lexi - Lily Carter Is Irresistible - Lisa Ann: Fantasy Girl - Meet Bonnie - Remy - Ultimate Fuck Toy: Riley Reid | - Torn - Brave Hearts - Cafe Amore - Color of Love - Forever Love Trust - The Friend Zone - Happy Endings - Immortal Love - Love or Lust - Love, Marriage & Other Bad Ideas - A Mother's Love - Overnight - Shared Wives - Tango to Romance - Voila |  |
| Millor escena sexual anal | Millor escena sexual oral |  |
| - Brooklyn Lee, Manuel Ferrara - Oil Overload 7 - Asa Akira, Keiran Lee - Real Wife Stories Presents Asa Akira – Say Hi to Your Husband for Me - Veronica Avluv, Manuel Ferrara - Oil Overload 7 - Lexi Belle, James Deen - Lexi - Lily Carter, Mick Blue - Best New Starlets 2012 - Charley Chase, Manuel Ferrara - Big Wet Asses 21 - Skin Diamond, Nacho Vidal - Nacho Vidal: The Sexual Messiah - Alexis Ford, Lexington Steele - Alexis Ford Darkside - Franceska Jaimes, Manuel Ferrara - Big Wet Butts 6 - Kagney Linn Karter, Prince Yahshua - Prince the Penetrator - Chanel Preston, Nacho Vidal - Nacho Vidal: The Sexual Messiah 2 - Kristina Rose, Michael Stefano - Kristina Rose: Unfiltered - Bobbi Starr, Toni Ribas - Slutty and Sluttier 15 - Jada Stevens, Mick Blue - Big Wet Asses 20 - Jennifer White, Tom Byron - Star Wars XXX: A Porn Parody | - Lexi Belle - Massive Facials 4 - Jessie Andrews, Cassandra Nix - Filthy Cocksucking Auditions - Alexis Ford - Alexis Ford Darkside - Havana Ginger, Ice La Fox - Rack City XXX - Allie Haze - Star Wars XXX: A Porn Parody - Kimberly Kane - This Ain't The Expendables XXX 3D - Remy LaCroix - Massive Facials 5 - Ashlynn Leigh - Massive Facials 5 - Kristina Rose - Spit - Samantha Saint - The Insatiable Miss Saint - Katie St. Ives - The Valley - Sarah Shevon - Let Me Suck You 3 - Heather Starlet - Let Me Suck You 3 - Bobbi Starr - Spit |  |
| Millor escena sexual noi/noia | Millor escena sexual en producció estrangera |  |
| - Nacho Vidal, Alexis Ford - Alexis Ford Darkside - James Deen, Kayden Kross - The Con Job - Erik Everhard, Lily Carter - Sport Fucking 9 - Erik Everhard, Dani Daniels - Dani Daniels Dare - Manuel Ferrara, Gracie Glam - US Sluts 3 - Manuel Ferrara, Karlie Montana - Nerdy Girls - Manuel Ferrara, Maddy O'Reilly - Young & Glamorous 3 - Giovanni Francesco, Aiden Ashley - The Dark Knight XXX: A Porn Parody - Tommy Pistol, Chanel Preston - The Valley - Steven St. Croix, Remy LaCroix - Torn - Lexington Steele, Allie Haze - Massive Asses 6 - Michael Stefano, Lexi Belle - Performers of the Year 2012 - Michael Stefano, Alexis Texas - D3viance - Voodoo, Riley Reid - Ultimate Fuck Toy: Riley Reid - Voodoo, Samantha Saint - The Insatiable Miss Saint                                                                                             | - Bibi Noel, Mira, Rocco Siffredi - Aliz Loves Rocco - Cindy Hope, Jessie Volt, Candy Alexa, Abbie Cat, Barbie White, Aliz, Bibi Noel, Jessica, Bellina, Victoria Tiffani, Keiran Lee, Scott Nails - Brazzers Worldwide: Budapest - Brooklyn Lee, LouLou, Danny D. - Brooklyn Lee: Nymphomaniac - Anissa Kate, Ian Scott, Omar - Den of Depravity - Franceska Jaimes, Nacho Vidal (scene 2) - Fucking Tour - Lea Lexis, Nick Lang, Mugur - In Anal Sluts We Trust 4 - Aleska Diamond, Anastasia Devine, Anna Polina, Cindy Dollar, Defrancesca Gallardo, Katy, Nataly, Jenna Lovely, Lucy Bell, Niki Sweet, Silvie De Lux, Suzie Carina, Valleria, Pavel Matous, George Uhl, Marcio Gonzales, Leny Ewil, Steve Q., J. J. - Inglorious Bitches - Lucie Love, Kai Taylor - J'Adore - Closing orgy - The Journalist - Paige Ashley, Lexi Ward, Kai Taylor - Man Trap: Apply Within - Claire Castel group scene - Pornochic 23: Claire Castel - Melanie Memphis, Aliz, J. J., Neeo, Mr. Pete, Ian Scott, Mick Blue - A Ship E-rect - Holly D., Pascal White - Stilettos - Aliz, J. J., Leny Ewil - Swinger's Club Prive 2: Cum and Party - Franki, Danny D., George Uhl, Iain Tate - Young Harlots: Highland Fling |  |
| Millor escena sexual noia/noia | Premis dels Fans |  |
| - Dani Daniels, Sinn Sage - Dani Daniels Dare - Jessie Andrews, Taylor Vixen - Lush 2 - Aiden Ashley, Kimberly Kane - Star Wars XXX: A Porn Parody - Lily Carter, Skin Diamond - Interracial Lesbian Romance - Jelena Jensen, Ryan Keely - Me and My Girlfriend - Remy LaCroix, Lexi Belle - Remy - Sunny Leone, Daisy Marie - Lesbian Workout - Chastity Lynn, Dana DeArmond - Belladonna: Fetish Fanatic 10 - Kristina Rose, Belladonna - Kristina Rose: Unfiltered - Brett Rossi, Riley Jensen - An American Werewolf in London XXX Porn Parody - Brett Rossi, Celeste Star - Nice Shoes, Wanna Fuck? - Bobbi Starr, Lexi Belle - Vicarious - India Summer, Prinzzess - Lesbian Sex 9 | Cos Favorit: - Riley Steele Reina de Twitter: - April O'Neil Estrella porno favorita: - Riley Steele Millor web d’adults lliure: - pornhub.com |  |

### Guanyadors de premis addicionals
Aquests guardons no es van lliurar durant la pròpia cerimònia de lliurament, sinó que es van anunciar per separat. A més, els premis a la millor versió d'animació, a la millor sèrie gonzo, a la millor versió softcore i a la millor sèrie de vinyetes estaven a la llista de categories de premis, però no es van presentar el 2013.
Categories Vídeo/DVD
- Millor escena de sexe en grup tot noies: Brooklyn Lee, Ruth Medina, Samantha Bentley - Brooklyn Lee: Nymphomaniac
- Millor escena tot noies: Dani
- Millor sèrie tot noies: Women Seeking Women
- Millor estrena All-Sex: Oil Overload 7
- Millor estrena amateur: Dare Dorm 9
- Millor sèrie amateur: College Rules
- Millor estrena anal: Anal Boot Camp
- Millor sèrie anal: Anal Fanatic
- Millor direcció artística: Star Wars XXX: A Porn Parody
- Millor versió BDSM: Rubber Bordello
- Millor estrena Big Bust: Big Wet Tits 11
- Millor sèrie Big Bust: Boobaholics Anonymous
- Millor estrena Big Butt: Big Wet Asses 21
- Millor sèrie Big Butt: Big Wet Asses
- Millor cinta sexual de celebritats: Octomom Home Alone
- Millor estrena clàssica: Buttwoman II: Behind Bars
- Millor comèdia: Nurses 2
- Millor sèrie continuada: Slutty and Sluttier - Manuel Ferrara/Evil Angel
- Millor director - Película estrangera: Max Candy - Inglorious Bitches
- Millor director - No pel·lícula estrangera: Ettore Buchi - Adventures on the Lust Boat 2
- Millor director - No pel·lícula: Jules Jordan - Alexis Ford Darkside
- Millor director – Paròdia: Axel Braun - Star Wars XXX: A Porn Parody
- Millor escena sexual de doble penetració: Asa Akira, Ramón Nomar, Mick Blue - Asa Akira Is Insatiable 3
- Millor extres de DVD: Voracious: The First Season - John Stagliano/Evil Angel
- Millor estrena educacional: Belladonna's How to: “Fuck!”
- Millor estrena ètnica – Asiàtic: Asian Fuck Faces
- Millor estrena ètnica – Negre: Porn's Top Black Models 3
- Millor estrena ètnica – Llatí: Latin Mommas 2
- Millor sèrie ètnica: Big Wet Brazilian Asses
- Millor estrena Fem-Dom Strap-On: His Booty Is My Duty 2
- Millor estrena fetitxisme peu/cama: Asphyxia Heels the World
- Millor sèrie estrangera continuada: Art of Penetration
- Millor no pel·lícula estrangera: Brooklyn Lee: Nymphomaniac
- Millor estrena gonzo: Bobbi Violates San Francisco
- Millor escena de sexe en grup: Asa Akira, Erik Everhard, Ramón Nomar, Mick Blue - Asa Akira Is Insatiable 3
- Millor versió internal: Big Tit Cream Pie 13
- Millor estrena interracial: Mandingo Massacre 2
- Millor sèrie interracial: Mandingo Massacre
- Millor maqullatge: Chauncey Baker, Shelby Stevens - Men in Black: A Hardcore Parody
- Millor nouvingut masculí: Logan Pierce
- Millor estrena MILF/Cougar: It's a Mommy Thing! 6
- Millor sèrie MILF/Cougar: MILFs Like It Big
- Millor banda sonora: Rubber Bordello
- Millor nova productora: Skow Digital
- Millor nova sèrie: Ultimate Fuck Toy
- Millor actuació no sexual: James Bartholet, Not The Three Stooges XXX
- Millor estrena dona madura/noia jove: Cheer Squad Sleepovers
- Millor estrena oral: American Cocksucking Sluts 2
- Millor sèrie oral: Massive Facials
- Millor estrena orgia/gangbang: Gangbanged 4
- Millor cançó original: "She-donistic Society" de Fat Mike - Rubber Bordello
- Millor campanya de màrqueting global - Imatge de l'empresa: Girlfriends Films
- Millor campanya de màrqueting global: projecte individual: Star Wars XXX: A Porn Parody - Axel Braun/Vivid
- Millor embalatge: Birds of Prey XXX: A Sinister Comixxx Parody - Sinister Comixxx/Pure Play
- Millor llançament POV: Eye Fucked Them All

Categories Video/DVD (ctd.)
- Millor sèrie POV: Pound the Round P.O.V.
- Millor escena de sexe POV: Asa Akira, Jules Jordan, Asa Akira to the Limit
- Millor versió Pro-Am: Brand New Faces 36: Natural Newbies
- Millor sèrie Pro-Am: Brand New Faces
- Millor versió de lloguer i venda: - Star Wars XXX: A Porn Parody
- Millor guió – Paròdia: Axel Braun, Mark Logan - Star Wars XXX: A Porn Parody
- Millor escena de sexe en solitari: Joanna Angel - Joanna Angel: Filthy Whore
- Millors efectes especials: Men in Black: A Hardcore Parody
- Millors efectes especials: Men in Black: A Hardcore Parody
- Millor estrena especialitzada - Altres gèneres: Brand New Faces 35: Curvy Edition
- Millor sèrie especialitzada - Altres gèneres: Mother-Daughter Exchange Club
- Millor estrena Squirting: Seasoned Players 17: The Squirting Edition
- Millor actor secundari: Tom Byron, Star Wars XXX: A Porn Parody
- Millor actriu secundària: Capri Anderson - Pee-Wee's XXX Adventure: A Porn Parody
- Millor interpretació tease: Remy LaCroix, Lexi Belle - Remy
- Millor versió en 3D: Jailhouse Heat 3D
- Millor escena sexual a tres bandes: noi/nen/noia: Mick Blue, Ramón Nomar, Lexi Belle, Lexi
- Millor escena sexual a tres bandes: noia/noia/nen: Asa Akira, Brooklyn Lee, James Deen - Asa Akira és insaciable 3
- Millor strena transexual: American She-Male X
- Millor sèrie transexual: America's Next Top Tranny
- Millor escena de sexe transexual: Foxxy, Christian XXX - American Tranny 2
- Millor estrena de vinyetes: Slutty and Sluttier 16
- Millor estrena de paret a paret:: Best New Starlets 2012
- Millor estrena noia jove: Cuties 3
- Millor sèrie noia jove: The Innocence of Youth
- Títol intel·ligent de l’any: Does This Dick Make My Ass Look Big?
- Estrella Crossover de l’any: James Deen, Sunny Leone (tie)
- Intèrpret estrangera de l'any: Aleska Diamond
- Intèrpret estranger masculí de l'any: Rocco Siffredi
- Intèrpret MILF/Cougar de l'any: Julia Ann
- L'escena de sexe més escandalosa: Brooklyn Lee, Rocco Siffredi a "Clothespin-Head" de "Voracious: The First Season"
- Intèrpret masculí no reconegut de l'any: Mark Ashley
- Estrella no cantada de l'any: Brandy Aniston

Productes de plaer
- Millor botiga: Feelmore 510 (Oakland)
- Millor fabricant ampliacions: The Screaming O
- Millor fabricant fetitxistes: Sportssheets
- Millor fabricant de roba interior o roba: Baci Lingerie
- Millor fabricant de lubricants: Pjur USA
- Millor fabricant de productes de plaer - Petit: Jimmyjane
- Millor fabricant de productes de plaer - Mitjà: JOPEN
- Millor fabricant de productes de plaer - Gran: Fleshlight
- Millor línia de productes per a homes: Ego, JOPEN
- Millor línia de productes per a dones Insignia, LELO

Comerç al detall i distribució
- Millor distribuïdor per a adults IVD/East Coast News
- Millor cadena minorista - Petita: The Pleasure Chest
- Millor cadena minorista - Gran: Adam & Eve

Categories web i tecnologia
- Millor programa d'afiliats: PussyCash
- Millor lloc web alternatiu: Kink.com
- Millor lloc web de cites: AdultFriendFinder.com
- Millor lloc web de xat en directe: LiveJasmin.com
- Millor lloc de membres: Brazzers.com
- Millor lloc web de venda al detall en línia: AdultDVDEmpire.com
- Millor lloc web de fotografia: AndrewBlake.com
- Millor lloc web d'estrelles porno: Joanna Angel - JoannaAngel.com
- Millor lloc web per a noies solistes: Jelena Jensen - JelenaJensen.com
- Millor lloc web d'estudi: Evil Angel - EvilAngelVideo.com
- Millor estrena web: Voracious: Episodis 1–9 - EvilAngel.com

## Premis AVN honorífics

### Premi Reuben Sturman
Lasse Braun va rebre el premi Reuben Sturman, que "reconeix els incondicionals de la indústria que han fet avenços revolucionaris pels drets de la indústria lluitant contra les obstruccions legals i de la llibertat d'expressió".

### Premi Visionary
El fundador d'Adam & Eve Phil Harvey va ser escollit per rebre el segon premi anual Visionary "no sols pel seu èxit en portar una nova empresa nova a gairebé tots els àmbits del comerç d’adults, sinó també pel seu sentit de la responsabilitat cívica en ajudar a evitar que el flagell de les malalties de transmissió sexual i els embarassos no desitjats destrueixin vides als països del Tercer Món."

### Saló de la Fama
Nous membres inclosos al Saló de la Fama de l'AVN per al 2013 van ser "un grapat d'individus que han deixat una empremta perenne a les pàgines d'història de la indústria de l'entreteniment per a adults"
- Branca Vídeo: Kandi Barbour, Ashley Blue, Vanessa Blue, Mary Carey, Francois Clousot, Manuel Ferrara, Jesse Jane, Rebecca Lord, Shy Love, Anna Malle, Katie Morgan, Ralph Parfait, Mike Quasar, Julie Simone, Chris Streams i Vaniity
- Brnada Fundadors Inernet: Danni Ashe, fundador de Danni's Hard Drive; Anthony J., fundador de NetVideoGirls.com; and Bill Pinyon & Steve Wojcik, fundadors de Badpuppy.com[11]
- Branca productes de plaer: Dennis Paradise de Paradise Marketing, Mark Franks de Castle Megastore, i Teddy Rothstein, Irwin Schwartz & Elliot Schwartzde Nasstoys/Novelties by Nasswalk[12]

## Múltiples nominacions i premis
Les següents estrenes van rebre múltiples premis:
- 6 premis: Star Wars XXX: A Porn Parody
- 3 premis: Asa Akira Is Insatiable 3, Rubber Bordello
- 2 premis: Alexis Ford Darkside, Asa Akira to the Limit, Brooklyn Lee: Nymphomaniac, Men in Black: A Hardcore Parody, Oil Overload 7, Torn, Voracious: The First Season

Les següents estrenes van rebre múltiples nominacions:
- 20 nominacions: Star Wars XXX: A Porn Parody
- 18 nominacions: Voracious: The First Season
- 14 nominacions: Men in Black: A Hardcore Parody & Spartacus MMXII: The Beginning

Els següents artistes van rebre múltiples premis:
- 5 premis: Asa Akira
- 4 premis: Brooklyn Lee
- 3 premis: Lexi Belle, Mick Blue, Axel Braun, James Deen, Ramón Nomar, Rocco Siffredi, Graham Travis
- 2 premis: Joanna Angel, Jules Jordan, Remy LaCroix, Riley Steele

Els següents artistes van rebre múltiples nominacions:
- 17 nominacions: Mick Blue & James Deen
- 14 nominacions: Brooklyn Lee & Lexi Belle
- 13 nominacions: Asa Akira, Lily Carter, Manuel Ferrara
- 11 nominacions: Ramón Nomar
- 10 nominacions: Chanel Preston & Nacho Vidal
- 9 nominacions: Bobbi Starr, Joanna Angel, Erik Everhard, Mr. Pete, Lee Roy Myers
- 8 nominacions: Dani Daniels & Gracie Glam
- 7 nominacions: Allie Haze, Remy LaCroix, Skin Diamond, Kristina Rose, Brad Armstrong

## Informació de la cerimònia

### Canvis a les categories dels premis
A partir dels 30ns premis AVN, es van produir els següents canvis en les categories de premis:
- El premi AVN a la millor pel·lícula ha estat rebatejat com a millor drama per complementar adequadament la millor comèdia.
- El premi AVN a la millor estrena All-Sex - Format mixt ha estat rebatejat com a Millor estrena de paret a paret per a pel·lícules que barregin gèneres d'escena gonzo, vinyeta i All-Sex.
- El premi discontinu AVN conegut anteriorment com a Millor sèrie de vinyetes/All-Sex, s'ha reintroduït com a Millor sèrie continuada. (De la mateixa manera, les premisses existents de Millor sèrie estrangera Alll-Sex i Millor llançament estranger Sll-Sex van ser rebatejades com a Millor sèrie estrangera continuada i Millor sèrie estrangera no pel·lícula, respectivament).
- S'ha reintroduït el Premi AVN a la millor empresa de producció nova a causa de l'expansió del mercat.
- S'han introduït categories noves, com ara Millor estrena romàntica, Millor presentació d'estrelles i Millor escena de sexe transsexual, per reflectir les tendències del mercat en evolució.

### Recepció i crítica
Alguns mitjans van quedar impressionats per l'espectacle. Robin Leach del Las Vegas Sun va informar: "Era el mar anual de sensualitat que no podia tenir lloc en cap altre lloc del món." També va assenyalar la gran mida de la multitud, així com el Huffington Post, que va assenyalar: "Milers de fans i estrelles del porno van inundar les sales" i " tots els nominats hi eren."

## In Memoriam
Quan començava el programa, AVN va utilitzar un segment de vídeo per retre un homenatge a personalitats de la indústria d’adults que havien mort des del programa de premis del 2012:
- L'actriu Kandi Barbour
- Actor Sledge Hammer
- Actriu Hollie Stevens
- Director Kirdy Stevens (Taboo 1-5)
- Sam Lessner de Big Top Video
- Director de softcore Zalman King
- L’advocat de la Primera esmena a la Constitució dels Estats Units Steven Swander.

Les limitacions de temps van impedir que el segment es tornés a editar per incloure el director Fred J. Lincoln, que havia mort un parell de dies abans.